# Jean de Brébeuf

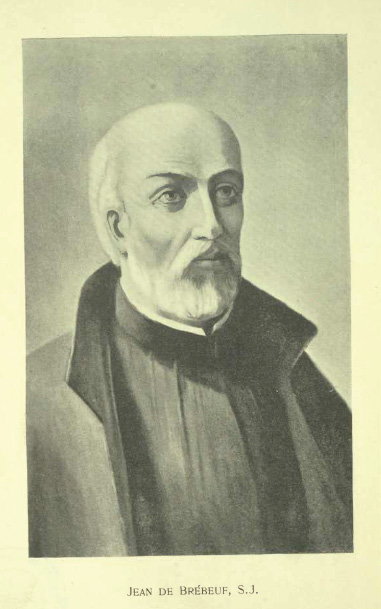
Darstellung Jean de Brébeufs in The Jesuit relations and allied documents von Reuben Gold Thwaites

Jean de Brébeuf, auch Johannes de Brébeuf (* 25. März 1593 in Condé-sur-Vire, Normandie; † 16. März 1649 an der Georgsbucht), war ein französischer Priester und Jesuit, der zur Missionierung in das Gebiet der Wyandot am Huronsee in Neufrankreich (heute Kanada) gesendet wurde und dort von Irokesen gefoltert und getötet wurde. Jean de Brébeuf und seine Gefährten, als die Kanadischen Märtyrer bezeichnet, werden in der katholischen Kirche als Heilige und Märtyrer verehrt. Sie wurden gemeinsam am 21. Juni 1925 selig- und am 29. Juni 1930 heiliggesprochen.

## Leben

### Jugend und Ausbildung
Über Brébeufs Jugend ist nur wenig bekannt. Am 8. November 1617, mit 24 Jahren, trat er in das Noviziat der Jesuiten in Rouen ein, das er zwei Jahre später beendete. Im September 1621 erhielt er in Lisieux die Weihe zum Subdiakon und die Weihe zum Diakon einige Monate später in Bayeux. Im Februar 1622 wurde er zum Priester geweiht und lehrte am Jesuitenkolleg in Rouen, bis er in die Mission in Neufrankreich entsandt wurde.

### Mission in Neufrankreich
Als Grund für seine Entsendung in die Mission wird unter anderem eine Sprachbegabung Brébeufs angegeben. Am 19. Juni 1625 erreichte er die Siedlung Québec in Kanada. 1626 brach er zu dem Indianerstamm der Wyandot (Huronen) auf. Drei Jahre lang erlernte der die Sprache der Huronen. Bereits 1629 musste er, wegen der Übergabe der Kolonie an England, Kanada verlassen und kehrte nach Frankreich zurück. In Rouen legte er am 30. Januar 1630 sein letztes Gelübde als Jesuit ab. Als aber 1633 die Kolonie wieder in den Händen der Franzosen war, kehrte er zurück. Nur mit Mühe konnte er das Gebiet der Huronen erreichen. Durch die eingeschleppten Krankheiten waren diese misstrauisch gegenüber den Missionaren geworden.
Zunächst hielten sich die Erfolge seiner Mission in Grenzen, so berichtete er im Jahr 1635 von nur 14 Taufen. Aber schon im Folgejahr steig die Zahl auf 86. 1639 ließ sich Brébeuf, gemeinsam mit einem anderen Jesuitenbruder, an der Georgsbucht am Huronsee nieder. Wegen der großen Zahl Bekehrungen durch Brébeufs Mission entwickelte sich unter einigen Indigenen die Vorstellung, er sei ein Schamane. Er soll nach diesem Ruf angeblich gegen schlimme Krankheiten, namentlich die Pocken, immun gewesen sein.
Brébeuf starb am Marterpfahl durch die Irokesen, nachdem diese bei einem Kampf mit den Wyandot die Missionsstation überfallen hatten. Von diesen wurde er rituell gefoltert. Er wurde gesteinigt, mit Messern geschnitten, man legte ihm ein „Halsband“ aus glühenden Tomahawks um, „taufte“ ihn mit kochendem Wasser und verbrannte ihn auf einem Scheiterhaufen. Weil er keine Anzeichen von Schmerzen zeigte, ein Zeichen seiner Tapferkeit, wurde sein Herz von den Irokesen verspeist.

### Sprach- und Völkerkunde
Durch seine Aufenthalte bei den Stämmen der Huronen, Algonkin, Montagnais und Irokesen und seine langen Berichte über deren Leben wurde de Brébeuf zum ersten Ethnologen der französischen Kolonie. Er übersetzte verschiedene Bibelstellen, einen Katechismus und erstellte ein Wörterbuch der Huronen-Sprache. Auf ihn gehen detaillierte Beschreibungen von Sprache und Gebräuchen zurück, einschließlich der heute noch für Indianer als stereotyp geltende Floskel Howgh. Sein Weihnachtslied Jesous Ahatonhia (Jesus, he is born) ist in huronischer Sprache verfasst und wird heute noch gesungen; es gilt als das erste kanadische Weihnachtslied überhaupt.
Die Bezeichnung des indianischen Spiels Lacrosse soll auf Jean de Brébeuf zurückgehen, den die verwendeten Schläger an einen Krummstab (frz. la crosse) erinnerten.

## Verehrung
Für die Augustinerinnen des Hôtel-Dieu in Québec wurde ein Reliquiar angefertigt, dass die Überreste von Brébeufs Kopf enthält. Es wurde bis zu seiner Seligsprechung in ihrer Kapelle aufbewahrt. Daraufhin wurde es in das Priesterseminar von Québec übertragen.
Jean de Brébeuf, Isaak Jogues und sechs weitere Märtyrer Nordamerikas wurden am 21. Juni 1925 von Papst Pius XI. selig- und am 29. Juni 1930 heiliggesprochen: Der Gedenktag Brébeufs und seiner Gefährten ist der 19. Oktober. Er ist der Schutzheilige Kanadas.